# جاری کری
جاری کری (انگلیسی: Jari Kurri؛ زادهٔ ۱۸ مهٔ ۱۹۶۰) بازیکن هاکی روی یخ اهل فنلاند است.
وی همچنین برندهٔ جوایزی همچون جام استنلی و تالار افتخارات هاکی شده‌است.
از باشگاه‌هایی که در آن بازی کرده‌است می‌توان به نیویورک رنجرز، ادمونتون اویلرز، و آناهایم داکس اشاره کرد.